# Меркёр (Коррез)
Меркёр (фр. Mercœur, окс. Mércuer) — коммуна во Франции, находится в регионе Лимузен. Департамент — Коррез. Административный центр кантона Меркёр. Округ коммуны — Тюль.
Код INSEE коммуны — 19133.
Коммуна расположена приблизительно в 430 км к югу от Парижа, в 110 км юго-восточнее Лиможа, в 32 км к юго-востоку от Тюля.

## Население
Население коммуны на 2008 год составляло 245 человек.
| 1962 | 1968 | 1975 | 1982 | 1990 | 1999 | 2008 |
| ---- | ---- | ---- | ---- | ---- | ---- | ---- |
| 428  | 441  | 368  | 345  | 323  | 267  | 245  |

## Экономика

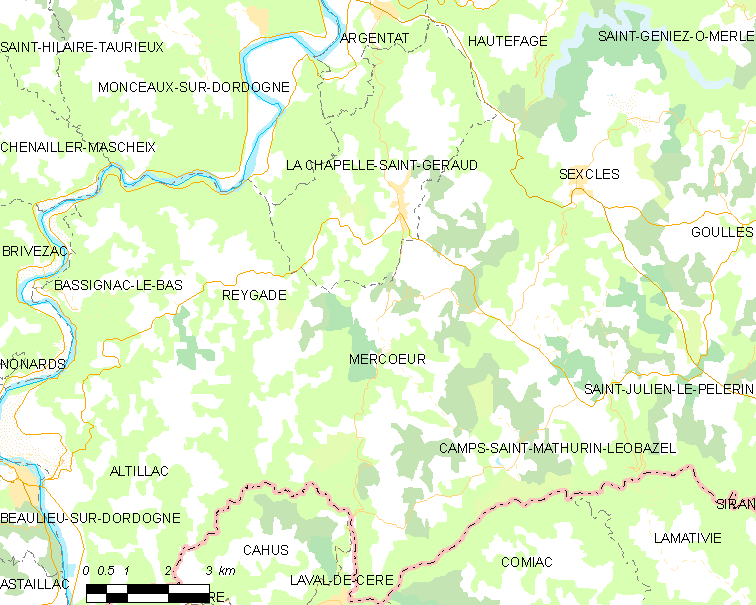
Карта коммуны

В 2007 году среди 143 человек в трудоспособном возрасте (15-64 лет) 107 были экономически активными, 36 — неактивными (показатель активности — 74,8 %, в 1999 году было 64,6 %). Из 107 активных работали 103 человека (58 мужчин и 45 женщин), безработных было 4 (2 мужчин и 2 женщины). Среди 36 неактивных 9 человек были учениками или студентами, 15 — пенсионерами, 12 были неактивными по другим причинам.

## Достопримечательности
- Церковь Сен-Мартен (XI век). Памятник истории с 1927 года[3]